# Henry W. Collier

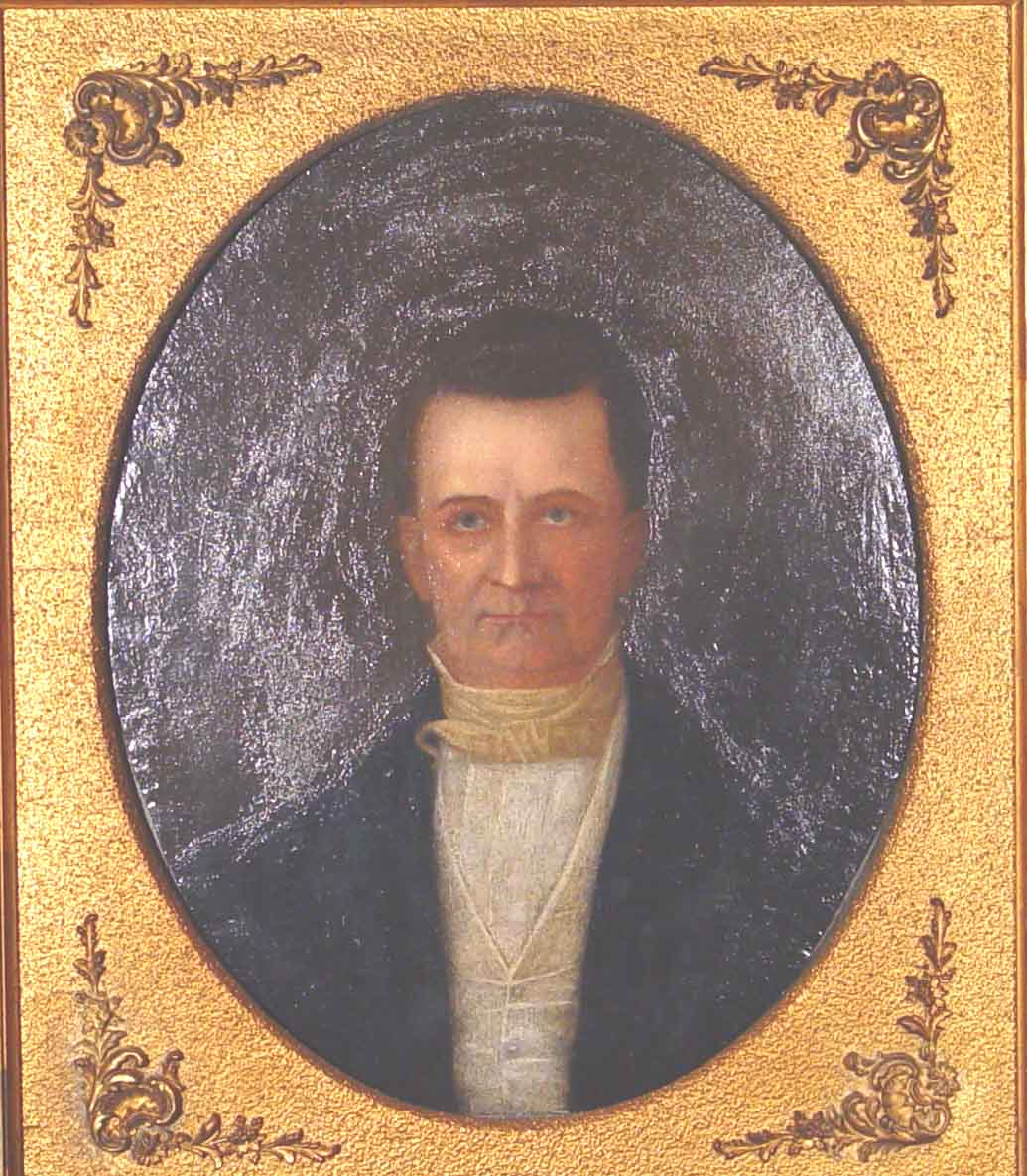
Henry W. Collier

Henry Watkins Collier (* 17. Januar 1801 im Lunenburg County, Virginia; † 28. August 1855 in Bailey’s Springs, Alabama) war ein US-amerikanischer Jurist und Politiker (Demokratischen Partei) und der 14. Gouverneur von Alabama.

## Frühe Jahre und politischer Aufstieg
Henry W. Collier wurde hauptsächlich in South Carolina unterrichtet. 1818 zog er dann mit seinen Eltern James und Elizabeth Collier in das Alabama-Territorium. Er studierte Jura in Nashville, Tennessee und wurde 1822 als Anwalt in Alabama zugelassen. Daraufhin eröffnete Collier eine eigene Kanzlei in Huntsville und wurde später Partner einer Unternehmung in Tuscaloosa. Er entschloss sich 1827 eine politische Laufbahn einzuschlagen und wurde in den Senat von Alabama gewählt. Im folgenden Jahr wurde er an den Alabama Supreme Court berufen, wo er dann bis 1832 tätig war. Gouverneur Clement Comer Clay stellte ihn 1836 wieder als Richter ein. Er wurde sogar 1837 oberster Staatsrichter (Chief Justice) und diente in dieser Position zwölf Jahre.

## Gouverneur von Alabama
Collier wurde 1849 durch die Demokratische Partei für das Amt des Gouverneurs von Alabama nominiert. Daraufhin wurde er am 8. August 1849 gewählt und am 17. Dezember 1849 vereidigt. Drei Jahre vor seinem Amtsantritt war das Staatskapitol in Montgomery abgebrannt. Nun wurde es während seiner Amtszeit wiederaufgebaut.
Collier war ein Befürworter einer Gefängnisreform. Ferner förderte er die Ansiedlung von Textilfabriken im Staat sowie einen besseren Verwaltungsdienst und einer faire Finanzierung des Bildungswesens. In seiner Amtszeit wurde auch die Alabama Historical Society gegründet sowie das Alabama Hospital für Geisteskranke genehmigt. Der Kompromiss von 1850 war der wichtigste Punkt von Colliers Amtszeit, der sogar über die nachfolgende Sezession hinaus allgemein anerkannt war. Collier wurde am 4. August 1851 für eine zweite Amtszeit gewählt, trat aber schon am 20. Dezember 1853 von seinem Amt zurück.

## Weiterer Lebenslauf
Collier wurde ein Sitz im US-Senat angeboten, jedoch lehnte er diesen ab und siedelte sich in Bailey’s Springs an, wo er dann am 28. August 1855 verstarb. Er war mit Mary Ann Battle verheiratet. Sie hatten gemeinsam drei Kinder.